# 半田昌一
半田 昌一（はんだ まさかず、1958年4月2日 - ）は日本の男子陸上競技選手。専門は短距離走。山梨県出身。
日本体育大学在籍時の1979年に東京都で開催されたアジア陸上競技選手権大会の400mに出場し、金メダルを獲得している。日本陸上競技選手権大会での優勝経験はないが東日本実業団陸上競技選手権大会では第23回から29回にかけて7連覇を達成している。

## 主要大会成績
- 1977年
  - 日本陸上競技選手権大会 400m　4位 （47秒81）

- 1978年
  - 日本陸上競技選手権大会 400m　4位 （48秒39）

- 1979年
  - アジア陸上競技選手権大会 400m　優勝 （47秒45）
  - IAAFワールドカップ 400m　8位 （48秒58）
  - IAAFワールドカップ 4×400mR　8位 （3分12秒49　4走）アジア代表混成チーム
  - 日本陸上競技選手権大会 400m　2位 （47秒44）

- 1980年
  - 日本陸上競技選手権大会 400m　4位 （47秒71）

- 1981年
  - 日本陸上競技選手権大会 400m　3位 （47秒41）

- 1983年
  - 日本陸上競技選手権大会 400m　3位 （47秒57）

- 1984年
  - 日本陸上競技選手権大会 400m　4位 （48秒01）

- 1985年
  - 日本陸上競技選手権大会 400m　5位 （47秒52）

- 1986年
  - 日本陸上競技選手権大会 400m　2位 （47秒26）